# Лот Лориен
Лот Лориен е българска уърлдмюзик/етно кросоувър група. Основана е през 1997 г. Създателите Кирил Георгиев и Златомир Вълчев избират име на групата, вдъхновени от творчеството на писателя Дж. Р. Р. Толкин.
Композициите на Лот Лориен, авторски и преработки на фолклорни песни, съдържат елементи от българския, балканския и световен фолклор.
Лот Лориен е участвала в много български и чужди телевизии и радиостанции: включително БНТ, bTV (България), НТВ +, (Русия), Карелска телевизия, Сръбска национална телевизия, Турска национална телевизия, Канал 8 (Турция), Македонска национална телевизия, Хърватска национална телевизия, Словенско Радио и ТВ, Корейски ТВ станции и мн. др. Лот Лориен са били специални гости на живо в предаването на Лари Лондън „Бордър Кросингс“ – най-популярното музикално шоу по радио Гласът на Америка.
По важни участия на Лот Лориен:
- Руска федерация (МФ „Сергей Курьохин 2005“ – Санкт Петербург, „Фолк Маратон 2002“ – Република Карелия/Петрозаводск, „Гриинуейв фестивал 2002“ – Москва, „Жива вода фестивал 2000“ – Република Горни Алтай/Телецко езеро, Клуб „Джао-Да“ 2002 – Москва, Клуб „Оги“ 2002 – Москва, Клуб „Вереск“ 2006 – Москва, Клуб „Ред“ 2002 – Санкт Петербург)
- Италия („Киети Фестивал 2005“ – Киети)
- Пакистан (”Уърлд Пърформинг & Арт Фестивал 2004” – Лахор)
- Финландия („Кихаус Фолк Фестивал 2005“ – Ряйкюля)
- Словения („Змай Ма Младе Фестивал 2005“ – Постойна, „Коперграунд Фестивал 2005“ – Копер, „МУВ Фестивал 2005“ – Кранска гора, „Търнфест 2003“ – Любляна)
- Полша („Споткания Фолкове Фестивал 2005“ – Черемша, Концерт за международни дипломати, организиран по повод 24 май 2005 – Варшава, **Концерт в Културен дом Миелник 2005 – Миелник, Клуб Коло 2005 – Варшава, „Етносфера фестивал 2003“ – Скиернивице, концерт в „Мазоветски Центрум Култури“– Варшава)
- Кипър ("Фамагуста Арт Фестивал 2003” – Фамагуста)
- Чехия (”Цветовете на Острава Фестивал” /член на EFWMF / – Острава, концерт в „Рок Кафе“ 2004 – Прага)
- Румъния („Ден на Европа Фестивал 2005“ – Букурещ)
- Южна Корея („Културен фестивал Синчон 2001“ – Сеул, "Корея дръм фестивал 2001 – Сеул)
- Република Македония („Бит фест 2008“ – Битоля, „Мобимак балкански площад 2003“ – Охрид /с участието на Теодосий Спасов/, “Охридско лето фестивал 2004” – *Охрид /член на асоциацията на европейските фестивали, с участието на Теодосий Спасов/)
- Хърватия („Етноембиънт Фестивал 2003“ – Сплит)
- Сърбия и Черна Гора/Югославия („Евробалканска нощ 2004“ – Ниш, Югоконцерт уърлдмюзик концертна серия – 2004 – Белград, „ООН *Балкански Фестивал 2003“ – Косово/ Прищина, „Интерзона Фестивал 2002“ – Войводина/Нови Сад)
- Турция („Международен китарен и арт фестивал 2006“ – Орду, „Европейски Младежки Фестивал и изложение 2002“ – Анкара)
- България (2009) Spirit of Burgas, (Международен Еено фестивал „Арт зона 2005“ – Стара Загора, „Празници на изкуствата Аполония 2005“ с участието на Теодосий Спасов – *Созопол, „Море от вино фестивал 2005“ с участието на Теодосий Спасов – Поморие“, „Коледен Музикален Фестивал“ 2004 – Варна / с участието на Теодосий Спасов и художниците Марина и Николай Русеви /, “ММФ Варненско лято 2004” – Варна /член на асоциацията на европейските фестивали/ с участието на Теодосий Спасов и художниците Марина и Николай Русеви, „Балкански музикални мрежи – Балкан експрес 2002“ – София, „Салон на изкуствата 2001“ – София, "София Джаз Фестивал 2000” – София, „Европейски месец на културата“ – „Български уудсток 2002“ – Пловдив, Концерт в резиденция „Бояна“ – дом 2 – 2000 – по покана на президента на България, „Тракийско лято 1999“ – Пловдив и др.

## Членове
- Кирил Георгиев – китари, лод, текстове и композиции
- Бивши членове:
- Златомир Вълчев – барабани и перкусии
- Петър Павлов – бас
- Йордан Данев – акордеон и композиции
- Гергана Великова – вокал
- Александър Кинов – студиен и концертен тонрежисьор, клавири, техническа поддръжка, лод.
- Галина Койчева – цигулка
- Бора Петкова – вокал

## Дискография
- 2002 – Лот Лориен – „Източен вятър“ – Falcata-Galia Records (САЩ)
- 2003 – Лот Лориен и Теодосий Спасов „Во живо одъ Охридъ“ – Етно-арт (България)
- 2005 – Участие в компилацията Z wieskiego podworza – SMKL (Полша)
- 2005 – Участие в компилацията „Етно-Джаз“ – журнал Стерео & Видео (Русия)
- 2007 – Лот Лориен – „Лот Лориен“ – Етно-арт (България)
- 2008 – Участие в компилацията Balkan routes. Part I: Nikola Tesla – Prothasis (Гърция)
- 2008 – Latif Bolat – Askolsun (Akustik muzik & Metij Gim). Лот Лориен участват в албума с авторска композиция (Балада за изгубеното), в която Латиф Болат е гост.
- 2012 – Lot Lorien – Elsewhere